# 東シナ海 (映画)
『東シナ海』（ひがしシナかい）は、1968年10月5日に公開された日本の映画。製作は日活、監督は磯見忠彦、主演は田村正和。

## あらすじ
千葉六郎ら5人はアルバイトで漁船に乗船、途中船が故障し、どうにか沖縄までたどり着くが、そこで様々なトラブルが彼らを待ち受けていた。

## キャスト
- 千葉六郎 ： 田村正和 [4]
- 片山邦五郎 ： 内田良平
- 鎌田ヤスオ : 大前均
- ジャッキー : 山野俊也
- 泡石義雄 : 穂積隆信
- 千葉六郎の母 : 加藤治子
- 乃木トモ子 : 久万里由香
- 玉城加奈 : 賀川雪絵
- 玉城尚運 : 青野平義
- 船越 : 桑山正一
- ? : 新城卓[5]
- 我那覇慶福 : 河津清三郎
- 端慶覧鉄工・社長 : 殿山泰司
- 具志堅老人 : 嵐寛寿郎
- 玉城尚敬 : 渡哲也

## スタッフ
- 監督 ：磯見忠彦
- 脚本 ：今村昌平
- 企画 ：今村昌平
- 原作 ：今村昌平
- 音楽 : 鏑木創
- 撮影 : 姫田真佐久
- 編集 : 丹治睦夫
- 助監督 : 伊地智啓[5]

## 製作
今村昌平がプロデュースと脚本を担当、当時今村はこの作品の他に『神々の深き欲望』の撮影も行っていた。また今村はこの作品に出演していた嵐寛寿郎に現場でオファーを出し、『神々の深き欲望』にも出演させた。

## 併映作品
- 『縄張はもらった』: 長谷部安春監督